# Kon'kovo (metropolitana di Mosca)
Konkovo (in russo Коньково?) è una stazione della Metropolitana di Mosca, situata sulla Linea Kalužsko-Rižskaja. Fu disegnata da Nikolaj Šumakov, G.Mun e N.Shurygina e aprì il 6 novembre 1987, insieme alle altre stazioni dell'estensione sud della linea.
La stazione è a singola volta, l'unica della tratta. La sua sezione incrociata assomiglia a due serie di falci con le lame puntate verso l'interno, caratteristica sottolineata dalle illuminazioni e dalle strisce di metallo negli spazi tra i pannelli del soffitto. Le basi della volta sono ricoperte in piastrelle di ceramica rosse.
Gli ingressi di Konkovo sono situati all'incrocio tra le vie Profsojuznaja e Ostrovitjanova. Il traffico giornaliero di passeggeri ammonta a 46.400 persone.